# Isostasius punctiger
Isostasius punctiger är en stekelart som först beskrevs av Nees von Esenbeck 1834.  Isostasius punctiger ingår i släktet Isostasius och familjen gallmyggesteklar. Inga underarter finns listade i Catalogue of Life.